# Georgie Clarke
Georgie Clarke, född 17 juni 1984, är en australisk friidrottare. Hon deltog vid olympiska sommarspelen 2000.